# Guiruçu
A guiruçu (Schwarziana quadripunctata, registrada anteriormente como Melipona bipartita (Lepeletier, 1836)) é uma abelha social, da subfamília dos meliponíneos. De ampla distribuição no Brasil (Goiás, Minas Gerais), está presente também no Paraguai e na Argentina (Misiones). Possui coloração negra, com abdome frequentemente avermelhado, e cerca de 17 mm de comprimento. A espécie nidifica no solo e produz mel tido como saboroso, mas em pequena quantidade.

## Outros nomes e etimologia
A espécie é conhecida ainda como abelha-mulata, uruçu-mineiro, guiruçu, mulatinha, abelha-do-chão, papa-terra, iruçu-do-chão, doncellita, señorita, mombuca-mirim, mombuquinha
- Proto-Japurá-Colômbia[7]: *(h)ainʊ-i
- Warázu[8]: eɨru-wä́ðä
- Aikanã[9]: kuẽ-ãryoa

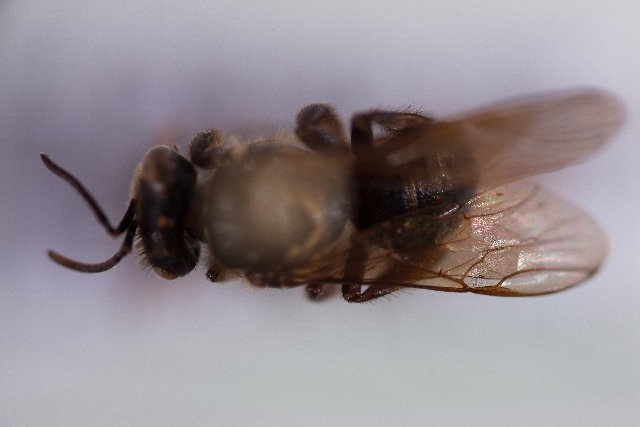
Schwarziana quadripunctata espécime em conservação

Os nomes guiruçu, uruçu, iruçu vêm do tupi eirusu, que significa "abelha grande" (eíra, abelha, e -usu, sufixo que forma o caso aumentativo em tupi).